# Hille Haker

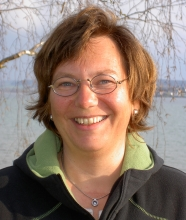
Hille Haker (2007)

Hille Haker (* 1962 in Cloppenburg) ist eine deutsche Theologin und Ethikerin. Seit dem Wintersemester 2012/2013 ist sie Professorin für theologische Ethik an der Loyola University Chicago (Richard McCormick Chair of Catholic Moral Theology). Davor war sie von 2005 bis 2012 Professorin für Moraltheologie und Sozialethik am Fachbereich Katholische Theologie der Goethe-Universität zu Frankfurt am Main.
Sie studierte Katholische Theologie (Diplom) und als Zweitstudium Germanistik, Theologie und Philosophie (Staatsexamen) an der Katholisch-theologischen Fakultät in Tübingen. Dort promovierte sie 1997 zum Thema „Moralische Identität. Literarische Lebensgeschichten als Medium ethischer Reflexion“ und habilitierte an derselben Fakultät zu „Ethik der genetischen Frühdiagnostik. Sozialethische Reflexionen zur Verantwortung am Beginn des menschlichen Lebens“.
Von 2003 bis 2005 lehrte sie als Professorin für „Christian Ethics“ an der Harvard University, Cambridge. 2005 wechselte sie an die Universität Frankfurt/Main, wo sie bis 2012 unterrichtete. Vor ihrer Lehrtätigkeit war sie Heisenberg-Stipendiatin der Deutschen Forschungsgemeinschaft. Von 1998 bis 1999 war sie am Tübinger „Zentrum für Ethik in den Wissenschaften“ wissenschaftliche Koordinatorin des „Europäischen Netzwerks für Biomedizinische Ethik“ und von 2002 bis 2005 gemeinsam mit Ursula Konnertz und Dietmar Mieth Leiterin des Projekts „Geschlechterstudien – Ethik in den Wissenschaften“.

## Forschungsschwerpunkte
Ihre Forschungsschwerpunkte liegen in den Bereichen Fundamentalethik, Ethik und Literatur, biomedizinische Ethik und der Geschlechterforschung. Besondere Aufmerksamkeit widmet Hille Haker dabei einer Grenzziehung, die sich in der (Theologischen) Ethik verfestigt hat, nämlich zwischen der normativ-politischen Ethik und einer Ethik der Lebensführung. Sie zeigt in ihren Arbeiten immer wieder die Durchlässigkeit dieser Grenzen – etwa in spezifischen Forschungsfeldern wie Identitäts- und Anerkennungstheorien, aber auch in der Bioethik. Vor allem mit Blick auf die verschiedenen Anwendungsdiskurse der Ethik versucht sie, die grundlegenden Fragen der Normativität, die Wirkmächtigkeit und den Wandel sozialer Normen als Hintergrund für die Konkretisierung sozialethischer Prinzipien in unterschiedlichen Praxisfeldern sowie Fragen der individuellen Urteilsbildung kritisch zu reflektieren. Ihr Forschungsansatz ist dabei stets trans- bzw. interdisziplinär.
In ihrer Habilitationsschrift hat Hille Haker ein Modell der politischen und individuellen ethischen Urteilsfindung für den Bereich Reproduktionsmedizin, insbesondere aber mit Blick auf die Fragen der Gendiagnostik am Beginn menschlichen Lebens, erarbeitet. In den vergangenen Jahren hat sie ihre Forschungsarbeit auf den Bereich „Geschlechterforschung und Ethik in den Wissenschaften“ ausgedehnt. In Frankfurt hat sie darüber hinaus den neuen Schwerpunkt „Ethik in der Klinik-Seelsorge“ aufgebaut.

## Projekte
- Ethik in der Klinikseelsorge (Frankfurt, New York City, Boston) (Medical Ethics in Health Care Chaplaincy (Memento vom 9. April 2010 im Internet Archive))
- Ethik in den Wirtschaftswissenschaften (online (Memento vom 7. April 2010 im Internet Archive))
- Geschlechterforschung – Ethik in den Wissenschaften (Geschlechterstudien - Das Projekt (Memento vom 6. Februar 2007 im Internet Archive))

## Mitgliedschaften

### Kommissionen
- European Group on Ethics in Science and New Technologies (EGE)
- Bioethik-Kommission der Dt. Bischofskonferenz
- Cornelia Goethe Centrum (ehemals Ko-Direktorin)
- Institut für Sozialforschung, Universität Frankfurt

### Zeitschriften
- Direktorin bei CONCILIUM
- Beirat der Zeitschrift für Ethik in der Medizin
- Board: Ethical Perspectives

## Veröffentlichungen

### Bücher
- Ethics of human genome analysis. European perspectives (als Herausgeberin), Tübingen: Attempto-Verl., 1993
- Moralische Identität. Literarische Lebensgeschichten als Medium ethischer Reflexion. Mit einer Interpretation der Jahrestage von Uwe Johnson, Tübingen: Francke, 1999; zugl. Dissertation, Tübingen 1997/98
- Ethik der genetischen Frühdiagnostik. Sozialethische Reflexionen zur Verantwortung am Beginn des menschlichen Lebens, Paderborn: Mentis, 2002; zugl. Habilschrift, Tübingen 2001
- Andere Stimmen. Frauen in den Weltreligionen (als Herausgeberin), Ostfildern-Ruit: Grünewald, 2006
- Hauptsache gesund?, Ethische Fragen der Pränatal- und Präimplantationsdiagnostik, Kösel Verlag, München 2011, ISBN 978-3-466-36871-6

### Artikel
- HIV/AIDS – An Ethical Analysis, in: Mary Jo Iozzio, Mary M. Doyle Roche, Elsie Maria Miranda, Calling for Justice throughout the World: Catholic Women Theologians Considering the Moral Ramifications of the HIV/AIDS Pandemic, 2009.
- Ethical Reflexions on Nanomedicine, in: Johan Ach et al. (eds.): Ethics and Nanotechnology, forthcoming 2009.
- Citizenship, Ethik und Gesellschaft, in: Eckholt, Margit (Hrsg.): Citizenship, Partizipation und Biographie, forthcoming 2009.
- Narrative Ethics in Health Care Chaplaincy, in: Moczynski, Walter, Haker, Hille, Bentele, Katrin (eds.): Medical Ethics in Health Care Chaplaincy. Essay, Münster 2009.
- Narrative Ethik in der Klinikseelsorge, in: Haker, Hille, Bentele, Katrin, Moczynski, Walter (eds.): Perspektiven der Medizinethik in der Klinikseelsorge, Münster 2009.
- HIV/Aids – Ethische Perspektiven, in: Alkier et al. (Hrsg.): HIV/Aids, Berlin 2009.
- Clash of Cultures – Clash of Morals, in: Sitter-Liver, Beat (Ed.): Universality from theory to practice, forthcoming 2009 (zusammen mit Michelle Becka).
- Gerechtigkeit und Globale Armut – Neuere Ansätze zur Ökonomie und Ethik, in: D. Mieth: Gerechtigkeit, Stuttgart 2009.
- Christian Ethics in Germany – Tendencies and Future Perspectives, in: Modern Believing, Special Issue: German Theology in Contemporary Society, forthcoming
- Identität Erzählen – Zum Verhältnis von Ethik und Narrativität, in: Hofheinz, Marco et al.: Ethik und Erzählung, im Erscheinen
- Ethische Reflexionen zur Nanomedizin, in: K. Köchy, M. Norwig, G. Hofmeister (Hrsg.): Nanobiotechnologien. Philosophische, anthropologische und ethische Fragen, (Lebenswissenschaften im Dialog, Bd. 4), Freiburg/München, Alber, 2008.
- Citizenship, Participation, Biographies, in: Stromata 64 (2008), 66–81.
- Denk-Kulturen - The Clash of Rationalities, in: Begegnung der Wissenskulturen / Encounter of Knowledge Cultures / Las Cultruas del Saber su Encuentro en el Diálogo Norte-Sur. Hg. V. Raúl Fornet-Betancourt, Frankfurt am Main, 2008, 217–237 (zusammen mit Michelle Becka).
- On the Limits of Liberal Bioethics, in: Marcus Duewell, Christoph Rehmann-Sutter, Dietmar Mieth (eds.): The Contingent Nature of Life. Publication of the European Science Foundation conference, Doorn April 2005, Berlin et al. (Springer), 2008, 191–208.
- Ethische Dimensionen in der Pränatalen Diagnostik, in: Denise C. Hürlimann, Ruth Baumann-Hölzle und Hansjakob Müller (Hrsg.): Der Beratungsprozess in der Pränatalen Diagnostik, Bern 2008, 43–56.
- A Critical Ethics of Responsibility in the Age of HIV/AIDS and Inter-religious Dialogue, in: Patrick Gnanapragasam, Elisabeth Schüssler Fiorenza (eds.): Negotiating Borders: Theological Explorations in the Global Era. Essays in Honour of Prof. Felix Wilfred, Delhi 2008, 225–241.
- Bildung der Identität als ethische Identität, in: Hans Jürgen Munk (Hrsg.): Wann ist Bildung gerecht? Ethische und theologische Beiträge im interdisziplinären Kontext, Bielefeld 2008, 113–126.